# Ахмед Секу Туре
Ахме́д Секу́ Туре́ (1922–1984) — гвінейський політичний та громадський діяч, письменник, перший президент країни з 1958 до 1984 року.

## Життєпис
Народився 9 січня 1922 року в містечку Фарана у Французькій Гвінеї у селянській родині народу малінке. Був онуком відомого лідера антиколоніальної боротьби народів Західного Судану Саморі Туре, який у 1884–1898 роках очолював спротив французькій колонізації.
Секу Туре навчався два роки у Педагогічному ліцеї в центрі колонії Конакрі, однак 1937 був відрахований за революційну діяльність (участь у страйках). 1945 року став співзасновником об'єднання робітників, а 1946 — віце-президентом Африканського демократичного об'єднання, що боролось за незалежність країн Західної Африки. 1947 року створив Демократичну партію, яку сам очолив 1952. З 1948 року був генеральним секретарем гвінейської секції Загальної конфедерації праці Франції, з 1950 — генеральним секретарем Координаційного комітету профспілок Конфедерації у Французькій Західній Африці, а з 1956 року — Загальної конфедерації трудящих Чорної Африки.
1956 року Ахмед Секу Туре був обраний депутатом Національних зборів Франції та мером Конакрі, що дозволило йому розпочати безкомпромісну боротьбу за надання Гвінеї незалежності. На посаді президента (з моменту проголошення незалежності 2 жовтня 1958) проводив радикальні соціалістичні перетворення, що передбачали активну індустріалізацію та створення промислових гігантів за допомогою радянських спеціалістів. Значно було розширено права жінок — до започаткування жіночих рад.
Виступав за повну деколонізацію Африки, боротьбу з неоколоніалізмом, тісну інтеграцію та взаємну допомогу країн, що деколонізувались, а також розвиток дружніх стосунків з СРСР та країнами соціалістичного табору.
25 квітня 1972 року створив посаду голови уряду, яку обвійняв Луї Лансана Беавогі. 1978 вперше запросив до Гвінеї президента колишньої метрополії, Валері Жискар д'Естена.
Помер 26 березня 1984 року у шпиталі Клівленда (США) під час операції.
У жовтні 2021 року, з нагоди 50 -річчя різанини у жовтні 1971 року, родичі 70 гвінейців, страчених за режиму Секу -Туре, попросили президента Мамаді Думбую про реабілітацію та гідне поховання жертв.